# Roc des Saints-Pères
Le roc des Saints-Pères est un sommet de France situé dans le massif de la Vanoise, en Savoie.

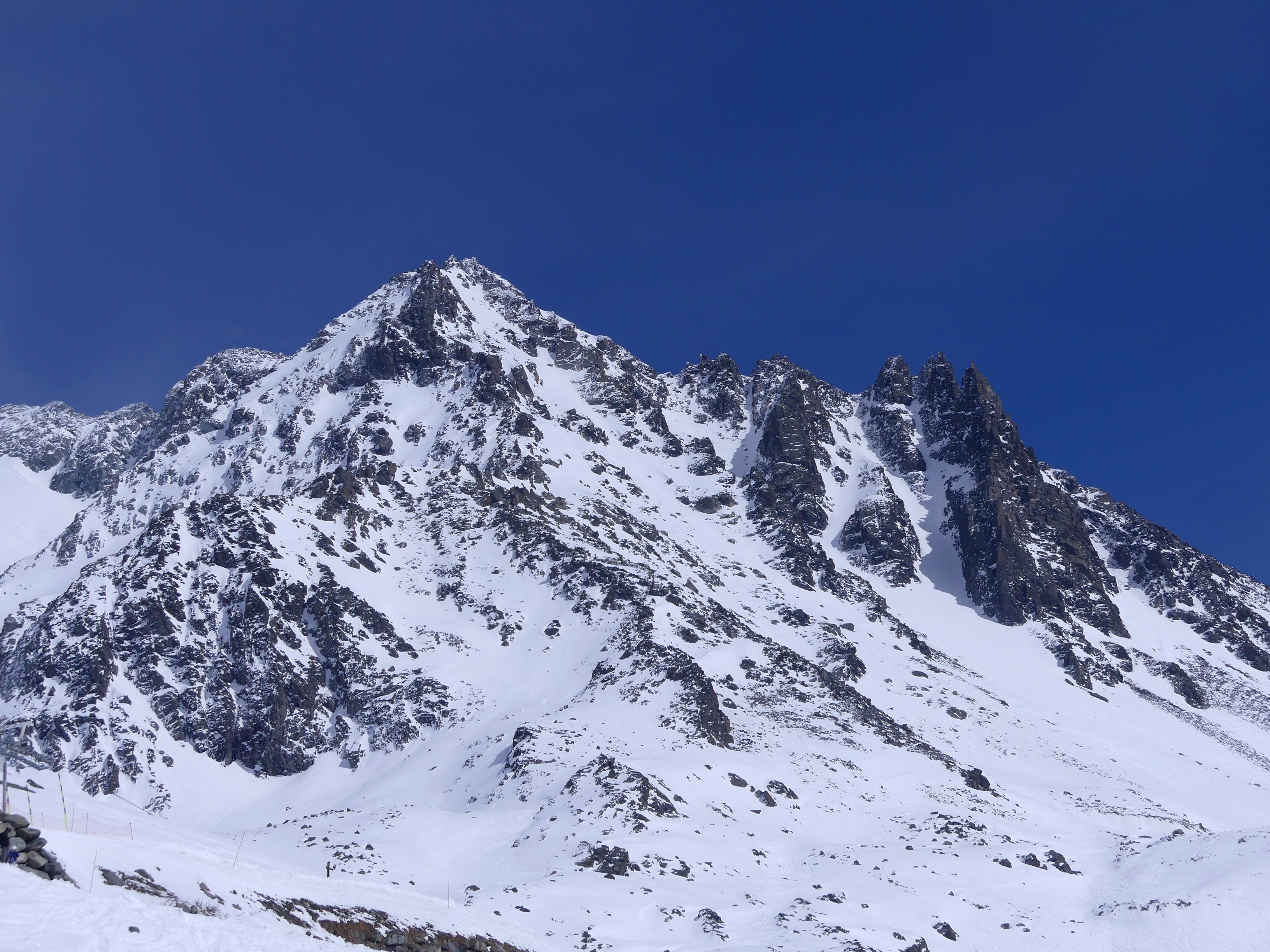
Le roc à gauche et l'aiguille des Saints-Pères à droite depuis la combe de Thorens à l'ouest.